# Tombe des Lions peints
 (septembre 2022).
Si vous disposez d'ouvrages ou d'articles de référence ou si vous connaissez des sites web de qualité traitant du thème abordé ici, merci de compléter l'article en donnant les références utiles à sa vérifiabilité et en les liant à la section « Notes et références ».
La tombe des Lions peints (en italien, Tomba dei Lioni dipinti) est une tombe étrusque de la nécropole de Banditaccia à Cerveteri.

## Description
La tombe, dont le nom est dû à la présence lors de sa découverte de lions peints sur les parois en tuf et recouverts d'une fine couche d'argile (maintenant disparus) daterait des années 650-625 av. J.-C.
Il s'agit d'une tombe à trois chambres funéraires, avec dromos typique du style orientalisant. Le dromos mène à une chambre centrale reliée par deux petits couloirs obliques aux deux chambres latérales.
La chambre centrale est la plus grande et le plafond est une reproduction fidèle avec columen et à son extrémité le fameux disque. Elle est partagée en deux : une partie à deux lits et une cellule au fond avec deux autres lits et une banquette.
La chambre de droite comporte aussi un plafond similaire. Elle comporte un lit et un klinai et sur la paroi frontale deux grands paniers sculptés dans le tuf. Sur la même paroi était peint à fresque le Maître des animaux.
La chambre de gauche, plus petite est reliée à l'extérieur par un petit dromos secondaire.
Les lions ayant donné le nom à la tombe étaient peints dans cette chambre.